# تشيارا زافاريلي
تشيارا زافاريلي (بالفرنسية: Chiara Zeffirelli)‏ هي مغنية ومغنية أوبرا فرنسية، ولدت في 16 مايو 1976.